# Krušovice
Krušovice é uma comuna checa localizada na região da Boêmia Central, distrito de Rakovník.